# Eleições estaduais no Acre em 2010
As eleições estaduais no Acre em 2010 aconteceram em 3 de outubro, como parte das eleições gerais no Brasil.
Nesta ocasião, foram realizadas eleições em todos os 26 estados brasileiros e no Distrito Federal. Os cidadãos acrianos aptos a votar elegeram o Presidente do Brasil, o Governador do Acre e dois Senadores pelo estado, além de deputados estaduais e federais. Como nenhum dos candidatos à presidência e alguns candidatos à governador não obtiveram mais da metade do votos válidos, um segundo turno foi realizado no dia 31 de outubro. No Acre não houve segundo turno para governador; já na eleição presidencial o segundo turno foi entre Dilma Rousseff (PT) e José Serra (PSDB), com a vitória de Dilma. Segundo a Constituição Federal, o Presidente e os Governadores são eleitos diretamente para um mandato de quatro anos, com um limite de dois mandatos. O Presidente Luiz Inácio Lula da Silva (PT) não pode ser reeleito, uma vez que se elegeu duas vezes, em 2002 e 2006. Já o governador Binho Marques (PT), eleito em 2006, não se candidatou à reeleição.
Biografia do governador eleito
Graduou-se em medicina na Universidade Federal do Pará, entre 1981 e 1986. Em 1987, concluiu o Curso de Especialização em Medicina Tropical, do Núcleo de Medicina Tropical da Universidade de Brasília/Faculdade de Medicina do Triângulo Mineiro. No ano seguinte, fez pós-graduação em Clínica Médica no Hospital Universitário de Brasília.
Em 1994 entrou em uma disputa eleitoral pela primeira vez, quando foi candidato a governador do Acre, obtendo o 3.º lugar, com 24% dos votos. Em 1998, foi eleito ao Senado Federal.
Quando era vice-presidente da casa, assumiu interinamente a presidência do Senado de 15 de outubro a 11 de dezembro de 2007, quando o então presidente Renan Calheiros afastou-se e, em seguida, renunciou ao cargo. Uma nova votação elegeu Garibaldi Alves Filho, do PMDB, para comandar o Senado.
Em 2007 fez publicamente um elogio a Maçonaria e o papel dela na independência do Brasil.

## Candidatos ao governo e resultados
No Acre, foram três os candidatos à governador:
| Candidato a governador(a) do estado | Candidato a vice-governador(a) | Número | Coligação                                                                             | Votação | Percentual |
| ----------------------------------- | ------------------------------ | ------ | ------------------------------------------------------------------------------------- | ------- | ---------- |
| Tião Viana PT                       | César Messias PP               | 13     | Frente Popular do Acre (PT/PP/PRB/PDT/PTN/PSDC/PHS/PTC/PSB/PV/PRP/PCB/PTB/PSTU/PCdoB) | 170.202 | 50,51%     |
| Tião Bocalom PSDB                   | Pastor Ildson PMDB             | 45     | Liberdade e Produzir para Empregar (PSDB/PMDB/DEM/PSL/PSC/PPS/PMN/PR/PTdoB)           | 165.705 | 49,18%     |
| Gouveia, o Tijolinho PRTB           | Pastor Marcelo PSOL            | 28     | Poder Popular Acreano (PRTB/PSOL)                                                     | 1.035   | 0,31%      |

## Candidatos ao senado e resultados
No Acre, foram cinco candidatos que disputaram a vaga no senado. Dois candidatos no senado foram eleitos em cada estado. O Candidato do PSOL ao Senado Cezar Henrique Acabou sendo Indeferido
| Candidato a senador da República       | Número | Coligação                                                                               | Votos   | Porcentagem |
| -------------------------------------- | ------ | --------------------------------------------------------------------------------------- | ------- | ----------- |
| Jorge Viana PT                         | 131    | Frente Popular do Acre I (PT/PDT/PV/PRB/PP/PTB/PTN/PSDC/PHS/PTC/PSB/PCB/PSTU/PRP/PCdoB) | 205.593 | 31,77%      |
| Sergio de Oliveira Cunha (Petecão) PMN | 333    | Liberdade e Produzir para Empregar (PMN/PMDB/PSL/PSC/PPS/DEM/PSDB/PR/PTdoB)             | 199.956 | 30,90%      |
| Edvaldo Magalhães PCdoB                | 651    | Frente Popular do Acre I (PCdoB/PT/PDT/PRB/PP/PTB/PTN/PSDC/PHS/PTC/PSB/PV/PRP/PCB/PSTU) | 123.806 | 19,13%      |
| João Corrêia PMDB                      | 151    | Liberdade e Produzir para Empregar (PMDB/DEM/PSDB/PSL/PSC/PPS/PMN/PR/PT do B)           | 117.848 | 18,21%      |

## Deputados federais eleitos
São relacionados os candidatos eleitos com informações complementares da Câmara dos Deputados.

Representação eleita
  PT: 2
  PSDB: 1
  PMDB: 1
  PCdoB: 1
  PP: 1
  PV: 1
  PSC: 1

| Número | Deputados federais eleitos | Partido | Votação | Percentual | Cidade onde nasceu | Unidade federativa |
| 4545   | Márcio Bittar              | PSDB    | 52.183  | 15,27%     | Franca             | São Paulo          |
| 1555   | Flaviano Melo              | PMDB    | 36.301  | 10,62%     | Rio Branco         | Acre               |
| 6513   | Perpétua Almeida           | PCdoB   | 33.235  | 9,73%      | Porto Walter       | Acre               |
| 1122   | Gladson Cameli             | PP      | 32.623  | 9,55%      | Cruzeiro do Sul    | Acre               |
| 1313   | Sibá Machado               | PT      | 25.158  | 7,36%      | União              | Piauí              |
| 4325   | Henrique Afonso            | PV      | 20.306  | 5,94%      | Cruzeiro do Sul    | Acre               |
| 1310   | Taumaturgo Lima            | PT      | 17.932  | 5,25%      | Cruzeiro do Sul    | Acre               |
| 2010   | Antônia Lúcia Câmara       | PSC     | 15.849  | 4,64%      | Senador Guiomard   | Acre               |

## Deputados estaduais eleitos
Vinte e quatro deputados estaduais foram eleitos no Acre.

Representação eleita
  PT: 4
  PMDB: 2
  PP: 2
  PDT: 2
  PSDC: 2
  PSDB: 2
  PRP: 2
  PCdoB: 2
  PR: 1
  DEM: 1
  PSB: 1
  PTdoB: 1
  PSC: 1
  PMN: 1

| Número | Deputados estaduais eleitos | Partido | Votação | Percentual | Cidade onde nasceu | Unidade federativa |
| 15122  | Antônia Sales               | PMDB    | 6.472   | 1,90%      | Rio Branco         | Acre               |
| 13258  | Geraldo Pereira Maia Filho  | PT      | 6.155   | 1,80%      | Cruzeiro do Sul    | Acre               |
| 13960  | Ney Amorim                  | PT      | 5.570   | 1,63%      | Rio Branco         | Acre               |
| 11125  | Maria Antônia Barbosa       | PP      | 5.397   | 1,58%      | Brasileia          | Acre               |
| 15120  | Chagas Romão                | PMDB    | 5.275   | 1,55%      | Xapuri             | Acre               |
| 22222  | Helder Paiva                | PR      | 4.862   | 1,43%      | Tarauacá           | Acre               |
| 12345  | José Luís Schafer (Tchê)    | PDT     | 4.817   | 1,41%      | Humaitá            | Rio Grande do Sul  |
| 13012  | Jonas Lima                  | PT      | 4.805   | 1,41%      | Mâncio Lima        | Acre               |
| 12777  | Walter Prado                | PDT     | 4.764   | 1,40%      | Feijó              | Acre               |
| 25123  | Jamyl Asfury                | DEM     | 4.672   | 1,37%      | Parnaíba           | Piauí              |
| 27190  | Edvaldo Souza               | PSDC    | 4.646   | 1,36%      | Rio Branco         | Acre               |
| 40234  | Manoel Moraes               | PSB     | 4.462   | 1,31%      | Xapuri             | Acre               |
| 45111  | Toinha Vieira               | PSDB    | 4.383   | 1,28%      | Boca do Acre       | Amazonas           |
| 45190  | Major Rocha                 | PSDB    | 4.228   | 1,24%      | Rio Branco         | Acre               |
| 13444  | Chico Viga                  | PT      | 4.065   | 1,19%      | Cruzeiro do Sul    | Acre               |
| 11222  | José Elson Santiago de Melo | PP      | 3.824   | 1,12%      | Cruzeiro do Sul    | Acre               |
| 44012  | Astério Moreira             | PRP     | 3.532   | 1,04%      | Brasileia          | Acre               |
| 65789  | Moises Diniz                | PCdoB   | 3.398   | 1,00%      | Cruzeiro do Sul    | Acre               |
| 27000  | Eber Machado                | PSDC    | 3.054   | 0,90%      | Cruzeiro do Sul    | Acre               |
| 65013  | Eduardo Farias (Dudu)       | PCdoB   | 3.026   | 0,89%      | Rio Branco         | Acre               |
| 70888  | Gilberto Diniz              | PTdoB   | 2.993   | 0,88%      | Sena Madureira     | Acre               |
| 20020  | Pastor Denilson             | PSC     | 2.939   | 0,86%      | Xapuri             | Acre               |
| 33123  | Marileide Serafim           | PMN     | 2.782   | 0,82%      | Porecatu           | Paraná             |
| 44123  | Lira Morais                 | PRP     | 1.690   | 0,50%      | Rio Branco         | Acre               |

Obs.: A tabela acima mostra somente os candidatos eleitos.